# Liga Nacional de Básquetbol 2014-15
La Temporada 2014-15 de la Liga Nacional DirecTV by Spalding será la quinta de la historia de la competición chilena de básquetbol. El campeonato comenzará el 4 de octubre de 2014 con una formato de todos contra todos en partidos a ida y vuelta, dando paso a los playoffs las primeras semanas del año 2015, donde entrarán los primeros ocho equipos de la tabla. El equipo que resulte campeón clasificará a la Liga Sudamericana de Clubes 2015.
Además se dejó establecido por primera vez que cada institución deberá contar obligatoriamente con dos extranjeros en su plantilla y que además en los dos primeros cuartos debe existir, por lo menos, un jugador sub-19 en cancha.

## Sistema de campeonato
La temporada constará en 2 fases: La Fase Nacional y los Playoffs, los cuales constan de los cuartos de final, las semifinales y las finales, que al finalizar constituirán al campeón del básquetbol chileno.

### Fase Nacional
Los 12 equipos que disputarán el campeonato jugarán en primera instancia la Fase Nacional, donde se medirán en encuentros de ida y vuelta todos los cuadros participantes del certamen. Cabe mencionar que las 2 primeras fechas serán "juegos interparejas", denominados así debido a que serán partidos a ida y vuelta (fechas 1 y 2) entre 2 equipos para comenzar la liga.  A partir de la fecha 3 será el fixture normal para el campeonato, consistiendo en 2 ruedas para un total de 22 partidos.
Los ocho mejores equipos clasifican a la siguiente fase, los play-offs.

### Playoffs
Los ocho equipos clasificados jugarán la primera fase de los play-offs, denominados cuartos de final y se ordenarán de tal forma que el mejor de ellos se enfrente al último de los ocho, siendo las llaves de los cuartos los cruces del 1-8, 2-7, 3-6 y 4-5, en enfrentamientos al mejor de 3 partidos. Luego de esto, los 4 clasificados a las semifinales se enfrentan al mejor de cinco encuentros, dando paso a las finales los 2 cuadros ganadores de las semis. Las finales de la liga también se definen por el mejor de 5 duelos.

## Equipos participantes
| Nombre                    | Ciudad       | Cancha                                       |
| ------------------------- | ------------ | -------------------------------------------- |
| Municipal Puente Alto     | Puente Alto  | Gimnasio Municipal de Puente Alto            |
| Leones de Quilpué         | Quilpué      | Gimnasio Colegio Los Leones                  |
| Colo-Colo                 | Maipú        | Gimnasio Boston College                      |
| Universidad Católica      | Santiago     | Estadio Palestino                            |
| Español de Talca          | Talca        | Gimnasio Cendyr Sur                          |
| AB Ancud                  | Ancud        | Gimnasio Fiscal de Ancud                     |
| Osorno Básquetbol         | Osorno       | Gimnasio Monumental María Gallardo Arismendi |
| Universidad de Concepción | Concepción   | Casa del Deporte                             |
| Deportivo Valdivia        | Valdivia     | Coliseo Antonio Azurmendy                    |
| CD Las Ánimas             | Valdivia     | Coliseo Antonio Azurmendy                    |
| CEB Puerto Montt          | Puerto Montt | Gimnasio Colegio San Francisco Javier        |
| Deportes Castro           | Castro       | Gimnasio Fiscal de Castro                    |

## Cambio de jugadores y entrenadores
| Osorno Básquetbol | Grady Reynolds Darren Moore                      | Perris Blackwell Nelson Kirksey IV               |
| Español de Talca  | Caleb Patterson Paul James Crosby Lamar Roberson | Paul James Crosby Lamar Roberson Martavius Adams |
| CD Las Ánimas     | Ismael Torres                                    | Sylvester Spicer                                 |

| Colo-Colo | Claudio Lavín | Gabriel Schamberger |

Si alguien tiene más información se les ruega compartir y rellenar los espacios para tener un registro completo
|}

## Clasificación nacional
Clave: Pts: Puntos; PJ: Partidos jugados; PG: Partidos ganados; PP: Partidos Perdidos; Dif: diferencia puntos a favor y en contra.

### Fase Nacional
| Pos | Equipo                  | Pts | PJ | PG | PP | Dif  |
| --- | ----------------------- | --- | -- | -- | -- | ---- |
| 1   | C. D. U de Concepción   | 40  | 22 | 18 | 4  | 295  |
| 2   | Leones de Quilpué       | 38  | 22 | 16 | 6  | 174  |
| 3   | Club Deportes Castro    | 38  | 22 | 16 | 6  | 46   |
| 4   | C. D. Español de Talca  | 38  | 22 | 16 | 6  | 181  |
| 5   | C. S. D. Colo Colo      | 34  | 22 | 12 | 10 | 107  |
| 6   | C. D. U Católica        | 34  | 22 | 12 | 10 | -51  |
| 7   | C. Osorno Basquetbol    | 33  | 22 | 11 | 11 | 22   |
| 8   | ABA Ancud               | 32  | 22 | 10 | 12 | 9    |
| 9   | C. D. Las Animas        | 31  | 22 | 9  | 13 | -71  |
| 10  | C. D. Deportes Valdivia | 29  | 22 | 7  | 15 | -161 |
| 11  | C. D. Puente Alto       | 25  | 22 | 3  | 19 | -252 |
| 12  | CEB Puerto Montt        | 24  | 22 | 2  | 20 | -299 |

En negrita los clasificados a los play-offs.

### Primera Rueda-Temporada Regular
| Colegio Los Leones        | 77 - 73 | Universidad Católica | Gimnasio Colegio Los Leones         | 4 de octubre | 20:00 |
| CD Las Ánimas             | 77 - 68 | CEB Puerto Montt     | Coliseo Antonio Azurmendi           | 4 de octubre | 20:00 |
| Municipal Puente Alto     | 60 - 88 | Colo-Colo            | Gimnasio Municipal de Puente Alto   | 4 de octubre | 20:00 |
| AB Ancud                  | 78 - 80 | Deportes Castro      | Gimnasio Fiscal de Ancud            | 4 de octubre | 20:00 |
| Osorno Básquetbol         | 99 - 92 | C. D. Valdivia       | Monumental María Gallardo Arismendi | 4 de octubre | 20:00 |
| Universidad de Concepción | 89 - 76 | Español de Talca     | Casa del Deporte, Concepción        | 8 de octubre | 20:00 |

| Universidad Católica | 71 - 91  | Colegio Los Leones        | Estadio Palestino         | 5 de octubre  | 19:00 |
| CEB Puerto Montt     | 87 - 78  | CD Las Ánimas             | Colegio San Javier        | 5 de octubre  | 19:00 |
| Club Deportes Castro | 91 - 80  | ABA Ancud                 | Gimnasio Fiscal de Castro | 5 de octubre  | 19:00 |
| C. S. D. Colo Colo   | 108 - 78 | C. D. Puente Alto         | Boston College            | 15 de octubre | 20:00 |
| Español de Talca     | 89 - 82  | Universidad de Concepción | Cendyr Sur, Talca         | 15 de octubre | 20:00 |
| C. D. Valdivia       | 68 - 77  | Osorno Básquetbol         | Coliseo Mun. A. Azurmendi | 15 de octubre | 20:00 |

| C. S. D. Colo Colo | 98 - 60  | C. D. Valdivia         | Boston College                    | 11 de octubre | 20:00 |
| C. D. Puente Alto  | 90 - 105 | Osorno Basquetbol      | Gimnasio Municipal de Puente Alto | 11 de octubre | 20:00 |
| Colegio Los Leones | 97 - 69  | C. D. Español de Talca | Gimnasio Colegio Los Leones       | 11 de octubre | 20:00 |
| C. D. U Católica   | 75 - 87  | C. D. U de Concepción  | Estadio Palestino                 | 11 de octubre | 19:00 |
| C. D. Las Animas   | 83 - 76  | Club Deportes Castro   | Coliseo Antonio Azurmendi         | 11 de octubre | 20:00 |
| CEB Puerto Montt   | 78 - 94  | ABA Ancud              | Colegio San Javier                | 11 de octubre | 20:00 |

| C. D. Puente Alto  | 89 - 99 | C. D. Valdivia         | Gimnasio Municipal de Puente Alto | 12 de octubre | 19:00 |
| C. S. D. Colo Colo | 82 - 78 | Osorno Basquetbol      | Boston College                    | 12 de octubre | 19:00 |
| Colegio Los Leones | 91 - 85 | C. D. U de Concepción  | Gimnasio Colegio Los Leones       | 12 de octubre | 19:00 |
| C. D. U Católica   | 77 - 84 | C. D. Español de Talca | Estadio Palestino                 | 12 de octubre | 19:00 |
| C. D. Las Animas   | 80 - 73 | ABA Ancud              | Coliseo Antonio Azurmendi         | 12 de octubre | 19:00 |
| CEB Puerto Montt   | 72 - 89 | Club Deportes Castro   | Colegio San Javier                | 12 de octubre | 19:00 |

| C. D. Español de Talca | 88 - 80  | C. S. D. Colo Colo | Cendyr Sur, Talca                   | 18 de octubre | 20:00 |
| C. D. U de Concepción  | 95 - 61  | C. D. Puente Alto  | Casa del Deporte, Concepción        | 18 de octubre | 20:00 |
| C. D. Valdivia         | 108 - 85 | CEB Puerto Montt   | Coliseo Antonio Azurmendi           | 18 de octubre | 20:00 |
| Osorno Basquetbol      | 90 - 79  | C. D. Las Animas   | Monumental María Gallardo Arismendi | 18 de octubre | 20:00 |
| ABA Ancud              | 73 - 52  | C. D. U Católica   | Gimnasio Fiscal de Ancud            | 18 de octubre | 20:00 |
| Club Deportes Castro   | 85 - 82  | Colegio Los Leones | Gimnasio Fiscal de Castro           | 18 de octubre | 20:00 |

| C. D. Español de Talca | 87 - 43 | C. D. Puente Alto  | Cendyr Sur, Talca                   | 19 de octubre | 18:00 |
| C. D. U de Concepción  | 83 - 67 | C. S. D. Colo Colo | Casa del Deporte, Concepción        | 19 de octubre | 20:00 |
| C. D. Valdivia         | 79 - 86 | C. D. Las Animas   | Coliseo Antonio Azurmendi           | 19 de octubre | 19:00 |
| Osorno Basquetbol      | 77 - 66 | CEB Puerto Montt   | Monumental María Gallardo Arismendi | 19 de octubre | 19:00 |
| ABA Ancud              | 76 - 57 | Colegio Los Leones | Gimnasio Fiscal de Ancud            | 19 de octubre | 19:00 |
| Club Deportes Castro   | 99 - 80 | C. D. U Católica   | Gimnasio Fiscal de Castro           | 19 de octubre | 19:00 |

| C. S. D. Colo Colo     | 90 - 76 | ABA Ancud            | Boston College                    | 25 de octubre | 18:00 |
| C. D. Puente Alto      | 90 - 95 | Club Deportes Castro | Gimnasio Municipal de Puente Alto | 25 de octubre | 20:00 |
| C. D. U Católica       | 73 - 65 | C. D. Las Animas     | Estadio Palestino                 | 25 de octubre | 20:00 |
| Colegio Los Leones     | 99 - 88 | CEB Puerto Montt     | Gimnasio Colegio Los Leones       | 25 de octubre | 20:00 |
| C. D. Español de Talca | 86 - 77 | Osorno Basquetbol    | Cendyr Sur, Talca                 | 25 de octubre | 20:00 |
| C. D. U de Concepción  | 95 - 86 | C. D. Valdivia       | Casa del Deporte, Concepción      | 25 de octubre | 20:00 |

| C. S. D. Colo Colo     | 77 - 75 | Club Deportes Castro | Boston College                    | 26 de octubre | 18:00 |
| C. D. Puente Alto      | 90 - 78 | ABA Ancud            | Gimnasio Municipal de Puente Alto | 26 de octubre | 19:00 |
| Colegio Los Leones     | 83 - 82 | C. D. Las Animas     | Gimnasio Colegio Los Leones       | 26 de octubre | 19:00 |
| C. D. U Católica       | 96 - 87 | CEB Puerto Montt     | Estadio Palestino                 | 26 de octubre | 19:00 |
| C. D. Español de Talca | 95 - 59 | C. D. Valdivia       | Cendyr Sur, Talca                 | 26 de octubre | 19:00 |
| C. D. U de Concepción  | 77 - 71 | Osorno Basquetbol    | Casa del Deporte, Concepción      | 26 de octubre | 20:00 |

| Colegio Los Leones   | 86 - 70  | C. S. D. Colo Colo     | Gimnasio Colegio Los Leones | 1 de noviembre | 20:00 |
| C. D. U Católica     | 86 - 85  | C. D. Puente Alto      | Estadio Palestino           | 1 de noviembre | 18:00 |
| ABA Ancud            | 69 - 70  | Osorno Basquetbol      | Gimnasio Fiscal de Ancud    | 1 de noviembre | 20:00 |
| Club Deportes Castro | 97 - 85  | C. D. Valdivia         | Gimnasio Fiscal de Castro   | 1 de noviembre | 20:00 |
| C. D. Las Animas     | 97 - 105 | C. D. U de Concepción  | Coliseo Antonio Azurmendi   | 1 de noviembre | 20:00 |
| CEB Puerto Montt     | 81 - 93  | C. D. Español de Talca | Colegio San Javier          | 1 de noviembre | 20:00 |

| C. D. U Católica     | 67 - 79 | C. S. D. Colo Colo     | Estadio Palestino           | 2 de noviembre | 18:00 |
| Colegio Los Leones   | 92 - 78 | C. D. Puente Alto      | Gimnasio Colegio Los Leones | 2 de noviembre | 20:00 |
| ABA Ancud            | 86 - 76 | C. D. Valdivia         | Gimnasio Fiscal de Ancud    | 2 de noviembre | 19:00 |
| Club Deportes Castro | 85 - 84 | Osorno Basquetbol      | Gimnasio Fiscal de Castro   | 2 de noviembre | 19:00 |
| C. D. Las Animas     | 77 - 88 | C. D. Español de Talca | Coliseo Antonio Azurmendi   | 2 de noviembre | 19:00 |
| CEB Puerto Montt     | 78 - 99 | C. D. U de Concepción  | Colegio San Javier          | 2 de noviembre | 19:00 |

| C. S. D. Colo Colo     | 65 - 83 | C. D. Las Animas     | Boston College                      | 8 de noviembre | 18:00 | Archivo:2013-09-04 JJDDNN en directo a traves de CDO.jpg |
| C. D. Puente Alto      | 99 - 95 | CEB Puerto Montt     | Gimnasio Municipal de Puente Alto   | 8 de noviembre | 20:00 |                                                          |
| C. D. Español de Talca | 70 - 72 | Club Deportes Castro | Cendyr Sur, Talca                   | 8 de noviembre | 20:00 |                                                          |
| C. D. U de Concepción  | 97 - 59 | ABA Ancud            | Casa del Deporte, Concepción        | 8 de noviembre | 20:00 | Archivo:2013-09-04 JJDDNN en directo a traves de CDO.jpg |
| Osorno Basquetbol      | 77 - 75 | Colegio Los Leones   | Monumental María Gallardo Arismendi | 8 de noviembre | 20:00 |                                                          |
| C. D. Valdivia         | 92 - 85 | C. D. U Católica     | Coliseo Antonio Azurmendi           | 8 de noviembre | 20:00 |                                                          |

| C. S. D. Colo Colo     | 95 - 79 | CEB Puerto Montt     | Boston College                      | 9 de noviembre | 19:00 |                                                          |
| C. D. Puente Alto      | 73 - 79 | C. D. Las Animas     | Gimnasio Municipal de Puente Alto   | 9 de noviembre | 19:00 |                                                          |
| C. D. Español de Talca | 65 - 61 | ABA Ancud            | Cendyr Sur, Talca                   | 9 de noviembre | 20:00 |                                                          |
| C. D. U de Concepción  | 89 - 62 | Club Deportes Castro | Casa del Deporte, Concepción        | 9 de noviembre | 18:00 | Archivo:2013-09-04 JJDDNN en directo a traves de CDO.jpg |
| C. D. Valdivia         | 68 - 70 | Colegio Los Leones   | Coliseo Antonio Azurmendi           | 9 de noviembre | 19:00 |                                                          |
| Osorno Basquetbol      | 66 - 70 | C. D. U Católica     | Monumental María Gallardo Arismendi | 9 de noviembre | 19:00 |                                                          |

### Segunda Rueda-Temporada Regular
Abran días de descanso desde el lunes 10 al viernes 21 de noviembre, retomándose las fechas el sábado 22. en esta rueda jugaran todos contra todos tal como en la primera rueda, con la diferencia que todos los equipos que en primera rueda jugaron de local, en esta segunda rueda jugaran de visita.
También el viernes 21 de noviembre vence el plazo para cambiar extranjeros.
| C. D. Valdivia         | 77 - 87 | C. S. D. Colo Colo | Coliseo Antonio Azurmendi           | 22 de noviembre | 21:00 |                                                          |
| Osorno Basquetbol      | 86 - 77 | C. D. Puente Alto  | Monumental María Gallardo Arismendi | 22 de noviembre | 20:00 |                                                          |
| C. D. Español de Talca | 69 - 85 | Colegio Los Leones | Cendyr Sur, Talca                   | 22 de noviembre | 20:00 |                                                          |
| C. D. U de Concepción  | 76 - 65 | C. D. U Católica   | Casa del Deporte, Concepción        | 22 de noviembre | 18:00 | Archivo:2013-09-04 JJDDNN en directo a traves de CDO.jpg |
| Club Deportes Castro   | 67 - 59 | C. D. Las Animas   | Gimnasio Fiscal de Castro           | 22 de noviembre | 20:00 |                                                          |
| ABA Ancud              | 78 - 52 | CEB Puerto Montt   | Gimnasio Fiscal de Ancud            | 22 de noviembre | 20:00 | Archivo:2013-09-04 JJDDNN en directo a traves de CDO.jpg |

| C. D. Valdivia         | 90 - 80   | C. D. Puente Alto  | Coliseo Antonio Azurmendi           | 23 de noviembre | 19:00 |                                                          |
| Osorno Basquetbol      | 107 - 103 | C. S. D. Colo Colo | Monumental María Gallardo Arismendi | 23 de noviembre | 18:00 | Archivo:2013-09-04 JJDDNN en directo a traves de CDO.jpg |
| C. D. U de Concepción  | 84 - 77   | Colegio Los Leones | Casa del Deporte, Concepción        | 23 de noviembre | 20:00 |                                                          |
| C. D. Español de Talca | 82 - 61   | C. D. U Católica   | Cendyr Sur, Talca                   | 23 de noviembre | 19:00 |                                                          |
| ABA Ancud              | 68 - 62   | C. D. Las Animas   | Gimnasio Fiscal de Ancud            | 23 de noviembre | 19:00 |                                                          |
| Club Deportes Castro   | 68 - 66   | CEB Puerto Montt   | Gimnasio Fiscal de Castro           | 23 de noviembre | 19:00 |                                                          |

| C. S. D. Colo Colo | 81 - 87 | C. D. Español de Talca | Boston College                    | 29 de noviembre | 18:00 | Archivo:2013-09-04 JJDDNN en directo a traves de CDO.jpg |
| C. D. Puente Alto  | 83 - 93 | C. D. U de Concepción  | Gimnasio Municipal de Puente Alto | 29 de noviembre | 20:00 |                                                          |
| CEB Puerto Montt   | 92 - 76 | C. D. Valdivia         | Colegio San Javier                | 29 de noviembre | 20:00 |                                                          |
| C. D. Las Animas   | 68 - 65 | Osorno Basquetbol      | Coliseo Mun. A. Azurmendi         | 29 de noviembre | 20:00 |                                                          |
| C. D. U Católica   | 76 - 71 | ABA Ancud              | Estadio Palestino                 | 29 de noviembre | 20:00 | Archivo:2013-09-04 JJDDNN en directo a traves de CDO.jpg |
| Colegio Los Leones | 82 - 65 | Deportes Castro        | Gimnasio Colegio Los Leones       | 29 de noviembre | 20:00 |                                                          |

| C. D. Puente Alto  | 89 - 93 | C. D. Español de Talca | Gimnasio Municipal de Puente Alto | 30 de noviembre | 19:00 |                                                          |
| C. S. D. Colo Colo | 72 - 85 | C. D. U de Concepción  | Boston College                    | 30 de noviembre | 20:00 |                                                          |
| C. D. Las Animas   | 73 - 80 | C. D. Valdivia         | Coliseo Mun. A. Azurmendi         | 30 de noviembre | 19:00 |                                                          |
| CEB Puerto Montt   | 71 - 83 | Osorno Basquetbol      | Colegio San Javier                | 30 de noviembre | 19:00 |                                                          |
| Colegio Los Leones | 93 - 82 | ABA Ancud              | Gimnasio Colegio Los Leones       | 28 de noviembre | 20:30 |                                                          |
| C. D. U Católica   | 79 - 67 | Deportes Castro        | Estadio Palestino                 | 30 de noviembre | 18:00 | Archivo:2013-09-04 JJDDNN en directo a traves de CDO.jpg |

| ABA Ancud            | 67 - 87 | C. S. D. Colo Colo     | Gimnasio Fiscal de Ancud            | 6 de diciembre | 20:00 |                                                          |
| Club Deportes Castro | 86 - 76 | C. D. Puente Alto      | Gimnasio Fiscal de Castro           | 6 de diciembre | 20:00 |                                                          |
| CEB Puerto Montt     | 71 - 92 | Colegio Los Leones     | Colegio San Javier                  | 6 de diciembre | 20:00 |                                                          |
| Osorno Basquetbol    | 70 - 80 | C. D. Español de Talca | Monumental María Gallardo Arismendi | 6 de diciembre | 20:00 |                                                          |
| C. D. Las Animas     | 65 - 75 | C. D. U Católica       | Coliseo Mun. A. Azurmendi           | 6 de diciembre | 18:00 | Archivo:2013-09-04 JJDDNN en directo a traves de CDO.jpg |
| C. D. Valdivia       | 62 - 96 | C. D. U de Concepción  | Coliseo Mun. A. Azurmendi           | 6 de diciembre | 20:00 | Archivo:2013-09-04 JJDDNN en directo a traves de CDO.jpg |

| Club Deportes Castro | 83 - 62 | C. S. D. Colo Colo     | Gimnasio Fiscal de Castro           | 7 de diciembre | 19:00 |                                                          |
| ABA Ancud            | 92 - 73 | C. D. Puente Alto      | Gimnasio Fiscal de Ancud            | 7 de diciembre | 19:00 |                                                          |
| Osorno Basquetbol    | 69 - 73 | C. D. U de Concepción  | Monumental María Gallardo Arismendi | 7 de diciembre | 19:00 |                                                          |
| CEB Puerto Montt     | 76 - 88 | C. D. U Católica       | Colegio San Javier                  | 7 de diciembre | 19:00 |                                                          |
| C. D. Valdivia       | 78 - 68 | C. D. Español de Talca | Coliseo Mun. A. Azurmendi           | 7 de diciembre | 18:00 | Archivo:2013-09-04 JJDDNN en directo a traves de CDO.jpg |
| C. D. Las Animas     | 70 - 82 | Colegio Los Leones     | Coliseo Mun. A. Azurmendi           | 7 de diciembre | 20:00 |                                                          |

| C. S. D. Colo Colo     | 88 - 77  | Colegio Los Leones   | Boston College                      | 13 de diciembre | 18:00 | Archivo:2013-09-04 JJDDNN en directo a traves de CDO.jpg |
| C. D. Puente Alto      | 89 - 90  | C. D. U Católica     | Gimnasio Municipal de Puente Alto   | 13 de diciembre | 20:00 | Archivo:2013-09-04 JJDDNN en directo a traves de CDO.jpg |
| Osorno Basquetbol      | 81 - 96  | ABA Ancud            | Monumental María Gallardo Arismendi | 13 de diciembre | 20:00 |                                                          |
| C. D. Valdivia         | 84 - 77  | Club Deportes Castro | Coliseo Mun. A. Azurmendi           | 13 de diciembre | 20:00 |                                                          |
| C. D. U de Concepción  | 81 - 60  | C. D. Las Animas     | Casa del Deporte, Concepción        | 13 de diciembre | 20:00 |                                                          |
| C. D. Español de Talca | 108 - 68 | CEB Puerto Montt     | Cendyr Sur, Talca                   | 13 de diciembre | 20:00 |                                                          |

| C. S. D. Colo Colo     | 95 - 98  | C. D. U Católica     | Boston College                      | 14 de diciembre | 18:00 | Archivo:2013-09-04 JJDDNN en directo a traves de CDO.jpg |
| C. D. Puente Alto      | 82 - 100 | Colegio Los Leones   | Gimnasio Municipal de Puente Alto   | 14 de diciembre | 20:00 |                                                          |
| C. D. Valdivia         | 63 - 71  | ABA Ancud            | Coliseo Mun. A. Azurmendi           | 14 de diciembre | 19:00 |                                                          |
| Osorno Basquetbol      | 71 - 74  | Club Deportes Castro | Monumental María Gallardo Arismendi | 14 de diciembre | 19:00 |                                                          |
| C. D. Español de Talca | 86 - 61  | C. D. Las Animas     | Cendyr Sur, Talca                   | 14 de diciembre | 19:00 |                                                          |
| C. D. U de Concepción  | 107 - 71 | CEB Puerto Montt     | Casa del Deporte, Concepción        | 14 de diciembre | 19:00 |                                                          |

| C. D. Las Animas     | 59 - 57   | C. S. D. Colo Colo     | Coliseo Mun. A. Azurmendi   | 20 de diciembre | 20:00 |                                                          |
| CEB Puerto Montt     | 81 - 90   | C. D. Puente Alto      | Colegio San Javier          | 20 de diciembre | 20:00 |                                                          |
| Club Deportes Castro | 92 - 86   | C. D. Español de Talca | Gimnasio Fiscal de Castro   | 20 de diciembre | 20:00 |                                                          |
| ABA Ancud            | 126 - 120 | C. D. U de Concepción  | Gimnasio Fiscal de Ancud    | 20 de diciembre | 20:00 |                                                          |
| Colegio Los Leones   | 89 - 90   | Osorno Basquetbol      | Gimnasio Colegio Los Leones | 20 de diciembre | 20:00 | Archivo:2013-09-04 JJDDNN en directo a traves de CDO.jpg |
| C. D. U Católica     | 106 - 89  | C. D. Valdivia         | Estadio Palestino           | 20 de diciembre | 18:00 | Archivo:2013-09-04 JJDDNN en directo a traves de CDO.jpg |

| CEB Puerto Montt     | 63 - 80  | C. S. D. Colo Colo     | Colegio San Javier          | 21 de diciembre | 19:00 |                                                          |
| C. D. Las Animas     | 79 - 70  | C. D. Puente Alto      | Coliseo Mun. A. Azurmendi   | 21 de diciembre | 19:00 |                                                          |
| ABA Ancud            | 88 - 100 | C. D. Español de Talca | Gimnasio Fiscal de Ancud    | 21 de diciembre | 19:00 |                                                          |
| Club Deportes Castro | 82 - 76  | C. D. U de Concepción  | Gimnasio Fiscal de Castro   | 21 de diciembre | 19:00 |                                                          |
| Colegio Los Leones   | 99 - 79  | C. D. Valdivia         | Gimnasio Colegio Los Leones | 21 de diciembre | 18:00 | Archivo:2013-09-04 JJDDNN en directo a traves de CDO.jpg |
| C. D. U Católica     | 89 - 88  | Osorno Basquetbol      | Estadio Palestino           | 21 de diciembre | 20:00 |                                                          |

## Playoffs
Los playoffs serán la postemporada de la LNB, en este caso se jugara cuartos de final al mejor de 3 partidos. En la llave 1 se enfrentara el primero en la tabla de temporada regular con el octavo, en la segunda llave el segundo con el séptimo y así sucesivamente hasta la cuarta llave. las semifinales y finales se jugara al mejor de 5 partidos.
Los cuartos de final se jugaran desde el día 27 de diciembre del 2014 al 4 de enero del 2015 en el modo 1-2, mientras que las finales y semifinales se jugaron en el modo 2-2-1; la localía depende de la posición en la tabla en la temporada regular
|  | Cuartos de final              | Cuartos de final              | Cuartos de final              |                 |                   | Semifinales       | Semifinales      | Semifinales      |  |           | Final                        | Final                        | Final                        |  |
|  | 27 de diciembre al 4 de enero | 27 de diciembre al 4 de enero | 27 de diciembre al 4 de enero |                 |                   | 9 al 24 de enero  | 9 al 24 de enero | 9 al 24 de enero |  |           | 31 de enero al 14 de febrero | 31 de enero al 14 de febrero | 31 de enero al 14 de febrero |  |
|  |                               |                               |                               |                 |                   |                   |                  |                  |  |           |                              |                              |                              |  |
|  |                               |                               |                               |                 |                   |                   |                  |                  |  |           |                              |                              |                              |  |
|  | 1                             | U de Concepción               | 2                             |                 |                   |                   |                  |                  |  |           |                              |                              |                              |  |
|  | 1                             | U de Concepción               | 2                             |                 |                   |                   |                  |                  |  |           |                              |                              |                              |  |
|  | 8                             | AB Ancud                      | 0                             |                 |                   |                   |                  |                  |  |           |                              |                              |                              |  |
|  | 8                             | AB Ancud                      | 0                             |                 | U de Concepción   | U de Concepción   | 1                |                  |  |           |                              |                              |                              |  |
|  |                               |                               |                               |                 | U de Concepción   | U de Concepción   | 1                |                  |  |           |                              |                              |                              |  |
|  |                               |                               | Colo-Colo                     | Colo-Colo       | 3                 |                   |                  |                  |  |           |                              |                              |                              |  |
|  | 4                             | Español de Talca              | Colo-Colo                     | Colo-Colo       | 3                 | 0                 |                  |                  |  |           |                              |                              |                              |  |
|  | 4                             | Español de Talca              |                               |                 |                   |                   |                  |                  |  |           |                              |                              |                              |  |
|  | 5                             | Colo-Colo                     | 2                             |                 |                   |                   |                  |                  |  |           |                              |                              |                              |  |
|  | 5                             | Colo-Colo                     | 2                             |                 |                   |                   |                  |                  |  | Colo-Colo | Colo-Colo                    | 3                            |                              |  |
|  |                               |                               |                               |                 |                   |                   |                  |                  |  | Colo-Colo | Colo-Colo                    | 3                            |                              |  |
|  |                               |                               | Deportes Castro               | Deportes Castro | 2                 |                   |                  |                  |  |           |                              |                              |                              |  |
|  | 2                             | Leones de Quilpué             | Deportes Castro               | Deportes Castro | 2                 | 2                 |                  |                  |  |           |                              |                              |                              |  |
|  | 2                             | Leones de Quilpué             |                               |                 |                   |                   |                  |                  |  |           |                              |                              |                              |  |
|  | 7                             | Osorno Básquetbol             | 1                             |                 |                   |                   |                  |                  |  |           |                              |                              |                              |  |
|  | 7                             | Osorno Básquetbol             | 1                             |                 | Leones de Quilpué | Leones de Quilpué | 2                |                  |  |           |                              |                              |                              |  |
|  |                               |                               |                               |                 | Leones de Quilpué | Leones de Quilpué | 2                |                  |  |           |                              |                              |                              |  |
|  |                               |                               | Deportes Castro               | Deportes Castro | 3                 |                   |                  |                  |  |           |                              |                              |                              |  |
|  | 3                             | Deportes Castro               | Deportes Castro               | Deportes Castro | 3                 | 2                 |                  |                  |  |           |                              |                              |                              |  |
|  | 3                             | Deportes Castro               |                               |                 |                   |                   |                  |                  |  |           |                              |                              |                              |  |
|  | 6                             | Universidad Católica          | 0                             |                 |                   |                   |                  |                  |  |           |                              |                              |                              |  |
|  | 6                             | Universidad Católica          | 0                             |                 |                   |                   |                  |                  |  |           |                              |                              |                              |  |
|  |                               |                               |                               |                 |                   |                   |                  |                  |  |           |                              |                              |                              |  |

## Cuartos de final-LNB

### AB Ancudvs.U de Concepción
| 27 de diciembre de 2014 | AB Ancud                                                   | 67–68                | U de Concepción                                              | |  |  |
|                         | Parciales: 13 - 16 16 - 22 18 - 16 24 - 10                 |                      |                                                              | |  |  |
|                         | Estadísticas Dwight Burke 20 Dwight Burke 11 Erik Thomas 4 | Reporte Pts Reb Asts | Estadísticas Terrel Taylor 20 Terrel Taylor 14 Patrik Saez 4 | Pabellón: Gimnasio Fiscal de Ancud, Ancud · Árbitros: · José Carrasco, · Cistian Espoz · Televisión: Archivo:2013-09-04 JJDDNN en directo a traves de CDO.jpg · |  |  |
| serie 0 - 1             |                                                            |                      |                                                              | |  |  |
|                         |                                                            |                      |                                                              | |  |  |

| 3 de enero de 2015 | U de Concepción                                                | 81–74                | AB Ancud                                                        | |  |  |
|                    | Parciales: 15 - 20 24 - 22 18 - 10 26 - 20                     |                      |                                                                 | |  |  |
|                    | Estadísticas Evandro Arteaga 22 Terrel Taylor 11 Patrik Saez 6 | Reporte Pts Reb Asts | Estadísticas Marquis Johnson 19 Dwight Burke 9 Francisco Jara 6 | Pabellón: Casa del Deporte, Concepción · Árbitros: · Miguel Bravo · Felipe Ibarra · Televisión: Archivo:2013-09-04 JJDDNN en directo a traves de CDO.jpg · |  |  |
| serie 2 - 0        |                                                                |                      |                                                                 | |  |  |
|                    |                                                                |                      |                                                                 | |  |  |

U de Concepción gana la serie por 2-0.

### Universidad Católicavs.Deportes Castro
| 27 de diciembre de 2014 | Universidad Católica                                           | 87–91                | Deportes Castro                                                     | |  |  |
|                         | Parciales: 25 - 15 26 - 21 28 - 24 22 - 17                     |                      |                                                                     | |  |  |
|                         | Estadísticas John Dickson 31 Franco Prelazzi 9 Jorge Schuler 5 | Reporte Pts Reb Asts | Estadísticas Terrence Thomas 21 Emanuel Okoye 15 Terrence Thomas 10 | Pabellón: Estadio Palestino, Santiago · Árbitros: · Miguel Bravo, · Felipe Valenzuela · Televisión: Archivo:2013-09-04 JJDDNN en directo a traves de CDO.jpg · |  |  |
| serie 0 - 1             |                                                                |                      |                                                                     | |  |  |
|                         |                                                                |                      |                                                                     | |  |  |

| 3 de enero de 2015 | Club Deportes Castro                                             | 103–88               | Universidad Católica                                      |                                                                          |  |  |
|                    | Parciales: 23 - 32 24 - 24 24 - 14 21 - 29                       |                      |                                                           |                                                                          |  |  |
|                    | Estadísticas Emanuel Okoye 28 Emanuel Okoye 17 Terrence Thomas 7 | Reporte Pts Reb Asts | Estadísticas John Dickson 31 John Dickson 8 Adrián Toro 7 | Pabellón: Castro (Chile), Castro Árbitros: JOSE CARRASCO, ALEXIS MORALES |  |  |
| serie 2 - 0        |                                                                  |                      |                                                           |                                                                          |  |  |
|                    |                                                                  |                      |                                                           |                                                                          |  |  |

Club Deportes Castro gana la serie por 2-0.

### Colo-Colovs.Español de Talca
| 28 de diciembre de 2014 | Colo-Colo                                                             | 92–83          | Español de Talca                                                   | |  |  |
|                         | Parciales: 22 - 18 28-24 19 - 23 24 - 17                              |                |                                                                    | |  |  |
|                         | Estadísticas O'Louis McCullough 27 Jorge Valencia 16 Jorge Valencia 7 | 1 Pts Reb Asts | Estadísticas Sebastián Sáez 17 Rodrigo Madera 11 Francisco Bravo 3 | Pabellón: Gimnasio Boston College, Maipú · Árbitros: · Pedro Vasquez, · Felipe ibarra · Televisión: Archivo:2013-09-04 JJDDNN en directo a traves de CDO.jpg · |  |  |
| serie 1 - 0             |                                                                       |                |                                                                    | |  |  |
|                         |                                                                       |                |                                                                    | |  |  |

| 3 de enero de 2015 | Español de Talca                                                   | 83–97                | Colo-Colo                                                            |                                                                                                |  |  |
|                    | Parciales: 20 - 26 12 - 25 22 - 23 31 - 21                         |                      |                                                                      |                                                                                                |  |  |
|                    | Estadísticas Titus Robinson 22 Titus Robinson 12 Francisco Bravo 7 | Reporte Pts Reb Asts | Estadísticas O'Louis McCullough 32 Franco Morales 6 Franco Morales 6 | Pabellón: Gimnasio Cendyr Sur, Talca Árbitros: RODRIGO OLIVEROS, FELIPE VALENZUELA Televisión: |  |  |
| serie 0 - 2        |                                                                    |                      |                                                                      |                                                                                                |  |  |
|                    |                                                                    |                      |                                                                      |                                                                                                |  |  |

Colo-Colo gana la serie por 2-0.

### Osorno Básquetbolvs.Leones de Quilpué
| 28 de diciembre de 2014 | Osorno Básquetbol                                    | 84–80   | Leones de Quilpué                                   |                                                                            |  |  |
|                         | Parciales: 16 - 22 14 - 22 27 - 8 27 - 28.           |         |                                                     |                                                                            |  |  |
|                         | Estadísticas Perris Blackwell 24 Perris Blackwell 12 | Pts Reb | Estadísticas Leonard Washington 23 Tomás Álvarez 15 | Pabellón: Gimnasio Monumental María Gallardo Arismendi, Osorno Televisión: |  |  |
| serie 1 - 0             |                                                      |         |                                                     |                                                                            |  |  |
|                         |                                                      |         |                                                     |                                                                            |  |  |

| 3 de enero de 2015 | Leones de Quilpué                                                             | 87–77                | Osorno Básquetbol                                                     |                                                                                        |  |  |
|                    | Parciales: 21 - 34 18 - 14 16 - 22 16 - 23                                    |                      |                                                                       |                                                                                        |  |  |
|                    | Estadísticas LEONARD WASHINGTON 27 LEONARD WASHINGTON 12 LEONARD WASHINGTON 4 | Reporte Pts Reb Asts | Estadísticas NELSON KIRSKEY 22 PERRIS BLACKWELL 10 PERRIS BLACKWELL 5 | Pabellón: Gimnasio Colegio Los Leones, Quilpué Árbitros: PEDRO VASQUEZ, FABIAN SANCHEZ |  |  |
| serie 1 - 1        |                                                                               |                      |                                                                       |                                                                                        |  |  |
|                    |                                                                               |                      |                                                                       |                                                                                        |  |  |

| 4 de enero de 2015 | Leones de Quilpué                                                             | 94–87                | Osorno Básquetbol                                                 | |  |  |
|                    | Parciales: 17 - 25 29 - 23 19 - 22 26 - 20                                    |                      |                                                                   | |  |  |
|                    | Estadísticas LEONARD WASHINGTON 25 LEONARD WASHINGTON 16 LEONARD WASHINGTON 5 | Reporte Pts Reb Asts | Estadísticas DAVID GONZALEZ 24 NELSON KIRSKEY 9 FRANCISCO PAVEZ 4 | Pabellón: Gimnasio Colegio Los Leones, Quilpué · Árbitros: · PEDRO VASQUEZ, · CRISTIAN ESPOZ · Televisión: Archivo:2013-09-04 JJDDNN en directo a traves de CDO.jpg · |  |  |
| serie 2 - 1        |                                                                               |                      |                                                                   | |  |  |
|                    |                                                                               |                      |                                                                   | |  |  |

Leones de Quilpué gana la serie por 2-1.

## Semifinales-LNB

### U de Concepciónvs.Colo-Colo
| 9 de enero de 2015 | U de Concepción                                                 | 69–82                | Colo-Colo                                                          | |  |  |
|                    | Parciales: 12 - 15 , 17 - 25 15 - 20 , 21 - 26                  |                      |                                                                    | |  |  |
|                    | Estadísticas EVANDRO ARTEAGA 22 DALLAS GREEN 18 JORGE VASQUEZ 4 | Reporte Pts Reb Asts | Estadísticas O'LOUIS McCULLOUGH 27 PERVIS PASCO 13 ERIK CARRASCO 9 | Pabellón: Casa del Deporte, Concepción · Árbitros: · Miguel Bravo, · Pedro Vasquez, · José Carrasco · Televisión: Archivo:2013-09-04 JJDDNN en directo a traves de CDO.jpg · |  |  |
| serie 0 - 1        |                                                                 |                      |                                                                    | |  |  |
|                    |                                                                 |                      |                                                                    | |  |  |

| 10 de enero de 2015 | U de Concepción                                                    | 83–64                | Colo-Colo                                                        | |  |  |
|                     | Parciales: 26 - 17 , 26 - 14 14 - 18 , 20 - 14                     |                      |                                                                  | |  |  |
|                     | Estadísticas Evandro Arteaga 26 Dallas Green 11 Ricardo Cárdenas 9 | Reporte Pts Reb Asts | Estadísticas Franco Morales 12 Jorge Valencia 13 Erik Carrasco 7 | Pabellón: Casa del Deporte, Concepción · Árbitros: · Cristian Spoz, · Rodrigo Oliveros, · Felipe Valenzuela · Televisión: Archivo:2013-09-04 JJDDNN en directo a traves de CDO.jpg · |  |  |
| serie 1 - 1         |                                                                    |                      |                                                                  | |  |  |
|                     |                                                                    |                      |                                                                  | |  |  |

| 17 de enero de 2015 | Colo-Colo                                                         | 83–71                | U de Concepción                                                |                                                                  |  |  |
|                     | Parciales: 15 - 8 , 19 - 25 19 - 23 , 30 - 15                     |                      |                                                                |                                                                  |  |  |
|                     | Estadísticas Franco Morales 18 Jorge Valencia 12 Jorge Valencia 2 | Reporte Pts Reb Asts | Estadísticas Jorge Valencia 15 OSVEN LEDEZMA 10 PATRICK SAEZ 5 | Pabellón: Gimnasio Boston College, Maipú Árbitros: , Televisión: |  |  |
| serie 2 - 1         |                                                                   |                      |                                                                |                                                                  |  |  |
|                     |                                                                   |                      |                                                                |                                                                  |  |  |

| 18 de enero de 2015 | Colo-Colo                                                                              | 83–65                | U de Concepción                                                   | |  |  |
|                     | Parciales: 25 - 22 , 14 - 22 13 - 12 , 24 - 16                                         |                      |                                                                   | |  |  |
|                     | Estadísticas O'LOUIS McCULLOUGH JR, ERIK CARRASCO 20 JORGE VALENCIA 11 ERIK CARRASCO 6 | Reporte Pts Reb Asts | Estadísticas EVANDRO ARTEAGA 22 DALLAS GREEN 8 EDUARDO MARECHAL 4 | Pabellón: Gimnasio Boston College, Maipú · Árbitros: · Miguel Bravo , · Cristian Espoz, · Felipe Valenzuela · Televisión: Archivo:2013-09-04 JJDDNN en directo a traves de CDO.jpg · |  |  |
| serie 3 - 1         |                                                                                        |                      |                                                                   | |  |  |
|                     |                                                                                        |                      |                                                                   | |  |  |

Colo-Colo gana la serie por 3-1.

### Leones de Quilpuévs.Deportes Castro
| 10 de enero de 2015 | Leones de Quilpué                                                                 | 87–82                | Deportes Castro                                                       | |  |  |
|                     | Parciales: 25 - 22 , 24 - 16 18 - 17 , 20 - 27                                    |                      |                                                                       | |  |  |
|                     | Estadísticas LEONARD WASHINGTON 25 AARON NELSON 13 AARON NELSON , TOMAS ALVAREZ 3 | Reporte Pts Reb Asts | Estadísticas GONZALO VELASQUEZ 19 EMMANUEL OKOYE 10 TERRENCE THOMAS 8 | Pabellón: Gimnasio Colegio Los Leones, Quilpué · Árbitros: · JOSE CARRASCO, · MIGUEL BRAVO, · FELIPE IBARRA · Televisión: Archivo:2013-09-04 JJDDNN en directo a traves de CDO.jpg · |  |  |
| serie 1 - 0         |                                                                                   |                      |                                                                       | |  |  |
|                     |                                                                                   |                      |                                                                       | |  |  |

| 11 de enero de 2015 | Leones de Quilpué                                                   | 84–71                | Deportes Castro                                                        | |  |  |
|                     | Parciales: 14 - 18 , 22 - 30 20 - 18 , 11 - 22                      |                      |                                                                        | |  |  |
|                     | Estadísticas LEONARD WASHINGTON 28 AARON NELSON 11 FRANCO GARRIDO 6 | Reporte Pts Reb Asts | Estadísticas GONZALO VELASQUEZ 22 TERRENCE THOMAS 18 TERRENCE THOMAS 9 | Pabellón: Gimnasio Colegio Los Leones, Quilpué · Árbitros: · PEDRO VASQUEZ, · ALEX MORALES, · FABIAN SANCHEZ · Televisión: Archivo:2013-09-04 JJDDNN en directo a traves de CDO.jpg · |  |  |
| serie 2 - 0         |                                                                     |                      |                                                                        | |  |  |
|                     |                                                                     |                      |                                                                        | |  |  |

| 17 de enero de 2015 | Deportes Castro                                                       | 90–73                | Leones de Quilpué                                                    | |  |  |
|                     | Parciales: 20 - 15 , 35 - 20 11 - 18 , 21 - 23                        |                      |                                                                      | |  |  |
|                     | Estadísticas GONZALO VELASQUEZ 28 EMMANUEL OKOYE 19 TERRENCE THOMAS 8 | Reporte Pts Reb Asts | Estadísticas CLAUDIO NARANJO 16 LEONARD WASHINGTON 11 AARON NELSON 4 | Pabellón: Gimnasio Fiscal, Castro · Árbitros: · JOSE CARRASCO , · ALEX MORALES, · FELIPE IBARRA · Televisión: Archivo:2013-09-04 JJDDNN en directo a traves de CDO.jpg · |  |  |
| serie 1 - 2         |                                                                       |                      |                                                                      | |  |  |
|                     |                                                                       |                      |                                                                      | |  |  |

| 18 de enero de 2015 | Deportes Castro                                                                     | 102–90               | Leones de Quilpué                                                    | |  |  |
|                     | Parciales: 25 - 31 , 21 - 25 23 - 19 , 22 - 26                                      |                      |                                                                      | |  |  |
|                     | Estadísticas TERRENCE THOMAS 35 EMMANUEL OKOYE, TERRENCE THOMAS 10 EMMANUEL OKOYE 6 | Reporte Pts Reb Asts | Estadísticas LEONARD WASHINGTON 24 AARON NELSON 12 CLAUDIO NARANJO 5 | Pabellón: Gimnasio Fiscal, Castro · Árbitros: · JOSE CARRASCO , · ALEX MORALES, · FELIPE IBARRA · Televisión: Archivo:2013-09-04 JJDDNN en directo a traves de CDO.jpg · |  |  |
| serie 2 - 2         |                                                                                     |                      |                                                                      | |  |  |
|                     |                                                                                     |                      |                                                                      | |  |  |

| 28 de enero de 2015 | Leones de Quilpué                                                              | 87–94                | Deportes Castro                                                                          | |  |  |
|                     | Parciales: 24 - 21 , 22 - 30 19 - 24 , 26 - 25                                 |                      |                                                                                          | |  |  |
|                     | Estadísticas AARON NELSON 30 AARON NELSON 12 TOMAS ALVAREZ - CLAUDIO NARANJO 5 | Reporte Pts Reb Asts | Estadísticas GONZALO VELASQUEZ 27 EMMANUEL OKOYE - TERRENCE THOMAS 10 TERRENCE THOMAS 11 | Pabellón: Gimnasio Colegio Los Leones, Quilpué · Árbitros: · MIGUEL BRAVO, · PEDRO VASQUEZ, · FELIPE VALENZUELA · Televisión: Archivo:2013-09-04 JJDDNN en directo a traves de CDO.jpg · |  |  |
| serie 2 - 3         |                                                                                |                      |                                                                                          | |  |  |
|                     |                                                                                |                      |                                                                                          | |  |  |

Club Deportes Castro gana la serie por 3-2.

## Finales-LNB

### Deportes Castrovs.Colo-Colo
| 31 de enero de 2015 | Deportes Castro                                                      | 78–73                | Colo-Colo                                                            | |  |  |
|                     | Parciales: 19 - 10 , 15 - 24 27 - 25 , 17 - 14                       |                      |                                                                      | |  |  |
|                     | Estadísticas TERRENCE THOMAS 21 TERRENCE THOMAS 10 TERRENCE THOMAS 6 | Reporte Pts Reb Asts | Estadísticas O'LOUIS McCULLOUGH 30 JORGE VALENCIA 15 ERIK CARRASCO 9 | Pabellón: Gimnasio Fiscal, Castro · Árbitros: · PEDRO VASQUEZ, · CRISTIAN ESPOZ, · FELIPE VALENZUELA · Televisión: Archivo:2013-09-04 JJDDNN en directo a traves de CDO.jpg · |  |  |
| serie 1 - 0         |                                                                      |                      |                                                                      | |  |  |
|                     |                                                                      |                      |                                                                      | |  |  |

| 1 de febrero de 2015 | Deportes Castro                                                      | 90–80                | Colo-Colo                                                           | |  |  |
|                      | Parciales: 14 - 23 , 22 - 31 21 - 20 , 21 - 18                       |                      |                                                                     | |  |  |
|                      | Estadísticas TERRENCE THOMAS 31 TERRENCE THOMAS 15 TERRENCE THOMAS 7 | Reporte Pts Reb Asts | Estadísticas O'LOUIS McCULLOUGH 21 JORGE VALENCIA 9 ERIK CARRASCO 5 | Pabellón: Gimnasio Fiscal, Castro · Árbitros: · PEDRO VASQUEZ, · ALEX MORALES, · FELIPE IBARRA · Televisión: Archivo:2013-09-04 JJDDNN en directo a traves de CDO.jpg · |  |  |
| serie 2 - 0          |                                                                      |                      |                                                                     | |  |  |
|                      |                                                                      |                      |                                                                     | |  |  |

| 7 de febrero de 2015 | Colo-Colo                                                           | 73–59        | Deportes Castro                                                   | |  |  |
|                      | Parciales: 25 - 21 , 27 - 21 20 - 20 , 19 - 15                      |              |                                                                   | |  |  |
|                      | Estadísticas O'LOUIS McCULLOUGH 22 JORGE VALENCIA 8 ERIK CARRASCO 6 | Pts Reb Asts | Estadísticas TERRENCE THOMAS 19 EMMANUEL OKOYE 6 EMMANUEL OKOYE 4 | Pabellón: Gimnasio Boston College, Maipú · Árbitros: · Miguel Ángel Bravo, · Felipe Valenzuela, · Rodrigo Oliveros · Televisión: Archivo:2013-09-04 JJDDNN en directo a traves de CDO.jpg · |  |  |
| serie 1 - 2          |                                                                     |              |                                                                   | |  |  |
|                      |                                                                     |              |                                                                   | |  |  |

| 8 de febrero de 2015 | Colo-Colo                                                             | 93–81        | Deportes Castro                                             | |  |  |
|                      | Parciales: 17 - 25 , 30 - 21 17 - 23 , 16 - 25                        |              |                                                             | |  |  |
|                      | Estadísticas O'LOUIS McCULLOUGH 55 JORGE VALENCIA 10 FRANCO MORALES 8 | Pts Reb Asts | Estadísticas JUAN FONTENA 20 EMMANUEL OKOYE 9 JULIUS HOLT 5 | Pabellón: Gimnasio Boston College, Maipú · Árbitros: · José Carrasco, · Pedro Vasquez, · Cristian Espoz · Televisión: Archivo:2013-09-04 JJDDNN en directo a traves de CDO.jpg · |  |  |
| serie 2 - 2          |                                                                       |              |                                                             | |  |  |
|                      |                                                                       |              |                                                             | |  |  |

| 14 de febrero de 2015 | Deportes Castro                           | 70–84                | Colo-Colo          | |  |  |
|                       | Parciales: 20 - 11 11 - 18 9 - 27 30 - 18 |                      |                    | |  |  |
|                       | Estadísticas [[ ]]                        | Reporte Pts Reb Asts | Estadísticas [[ ]] | Pabellón: Gimnasio Fiscal, Castro · Árbitros: · CRISTIAN ESPOZ, · PEDRO VASQUEZ, · FELIPE VALENZUELA · Televisión: Archivo:2013-09-04 JJDDNN en directo a traves de CDO.jpg · |  |  |
| serie 0 - 0           |                                           |                      |                    | |  |  |
|                       |                                           |                      |                    | |  |  |

## Campeón y clasificado a la Liga Sudamericana de Clubes
| Campeón Colo-Colo 1º Título |

## Líderes individuales
A continuación se muestran los líderes individuales de la LNB 2014-2015.
| Categoría                      | Jugador           | Equipo               | Partidos | Total |
| ------------------------------ | ----------------- | -------------------- | -------- | ----- |
| Mayor anotador                 | O´Luis McCullough | C. S. D. Colo Colo   | 30       | 805   |
| Mayor Rebote                   | Emanuel Okoye     | Club Deportes Castro | 34       | 382   |
| Mayor Asistencias              | Terrance Thomas   | Club Deportes Castro | 34       | 187   |
| Mayor anotador de Tiros Libres | Gonzalo Velásquez | Club Deportes Castro | 34       | 146   |
| Mayor anotador de Triples      | O´Luis McCullough | C. S. D. Colo Colo   | 30       | 105   |
| Mayor anotador de Dobles       | Aaron J. Nelson   | Leones de Quilpué    | 34       | 263   |